# Saint-Jean-d'Hérans
Pour les articles homonymes, voir Saint-Jean.
Saint-Jean-d'Hérans est une commune française située dans le département de l'Isère en région Auvergne-Rhône-Alpes.

## Géographie

### Situation et description
La commune est située dans la partie méridionale du département de l'Isère, dans la région naturelle du Trièves. Elle se présente sous la forme d'un bourg à l'aspect essentiellement rural, entouré de quelques hameaux dans un secteur de moyenne montagne.

### Communes limitrophes
La commune de Saint-Jean-d'Hérans compte huit communes limitrophes
| Mayres-Savel         | Saint-Arey          | Cognet / Ponsonnas Saint-Pierre-de-Méaroz |
| Cornillon-en-Trièves | Saint-Jean-d'Hérans | Châtel-en-Trièves                         |
|                      | Mens                |                                           |

### Climat
Pour des articles plus généraux, voir Climat d'Auvergne-Rhône-Alpes et Climat de l'Isère.
En 2010, le climat de la commune est de type climat de montagne, selon une étude du Centre national de la recherche scientifique s'appuyant sur une série de données couvrant la période 1971-2000. En 2020, Météo-France publie une typologie des climats de la France métropolitaine dans laquelle la commune est exposée à un climat de montagne ou de marges de montagne et est dans la région climatique  Alpes du sud, caractérisée par une pluviométrie annuelle de 850 à 1 000 mm, minimale en été. 
Pour la période 1971-2000, la température annuelle moyenne est de 9,2 °C, avec une amplitude thermique annuelle de 17,5 °C. Le cumul annuel moyen de précipitations est de 966 mm, avec 9,4 jours de précipitations en janvier et 5,9 jours en juillet. Pour la période 1991-2020, la température moyenne annuelle observée sur la station météorologique de Météo-France la plus proche, « La Mure-radome », sur la commune de La Mure à 6 km à vol d'oiseau, est de 8,5 °C et le cumul annuel moyen de précipitations est de 948,6 mm,. Pour l'avenir, les paramètres climatiques de la commune estimés pour 2050 selon différents scénarios d'émission de gaz à effet de serre sont consultables sur un site dédié publié par Météo-France en novembre 2022.

### Hydrographie
Le territoire communal est bordé dans sa partie septentrionale par le torrent du Drac, cours d'eau alpin de 130 km, affluent de l'Isère et sous affluent du Rhône.
Le barrage de Saint-Pierre-Cognet établi sur le torrent et exploité par EDF est à cheval sur Saint-Jean-d'Héran et Saint-Pierre-de-Méaroz.

## Urbanisme

### Typologie
Au 1er janvier 2024, Saint-Jean-d'Hérans est catégorisée commune rurale à habitat très dispersé, selon la nouvelle grille communale de densité à sept niveaux définie par l'Insee en 2022.
Elle est située hors unité urbaine. Par ailleurs la commune fait partie de l'aire d'attraction de Grenoble, dont elle est une commune de la couronne,. Cette aire, qui regroupe 204 communes, est catégorisée dans les aires de 700 000 habitants ou plus (hors Paris),.

### Occupation des sols
L'occupation des sols de la commune, telle qu'elle ressort de la base de données européenne d’occupation biophysique des sols Corine Land Cover (CLC), est marquée par l'importance des forêts et milieux semi-naturels (50,7 % en 2018), en diminution par rapport à 1990 (53 %). La répartition détaillée en 2018 est la suivante : 
forêts (50,7 %), prairies (22,1 %), zones agricoles hétérogènes (13,1 %), terres arables (9,3 %), eaux continentales (1,8 %), zones urbanisées (1,5 %), mines, décharges et chantiers (1,4 %). L'évolution de l’occupation des sols de la commune et de ses infrastructures peut être observée sur les différentes représentations cartographiques du territoire : la carte de Cassini (XVIIIe siècle), la carte d'état-major (1820-1866) et les cartes ou photos aériennes de l'IGN pour la période actuelle (1950 à aujourd'hui).

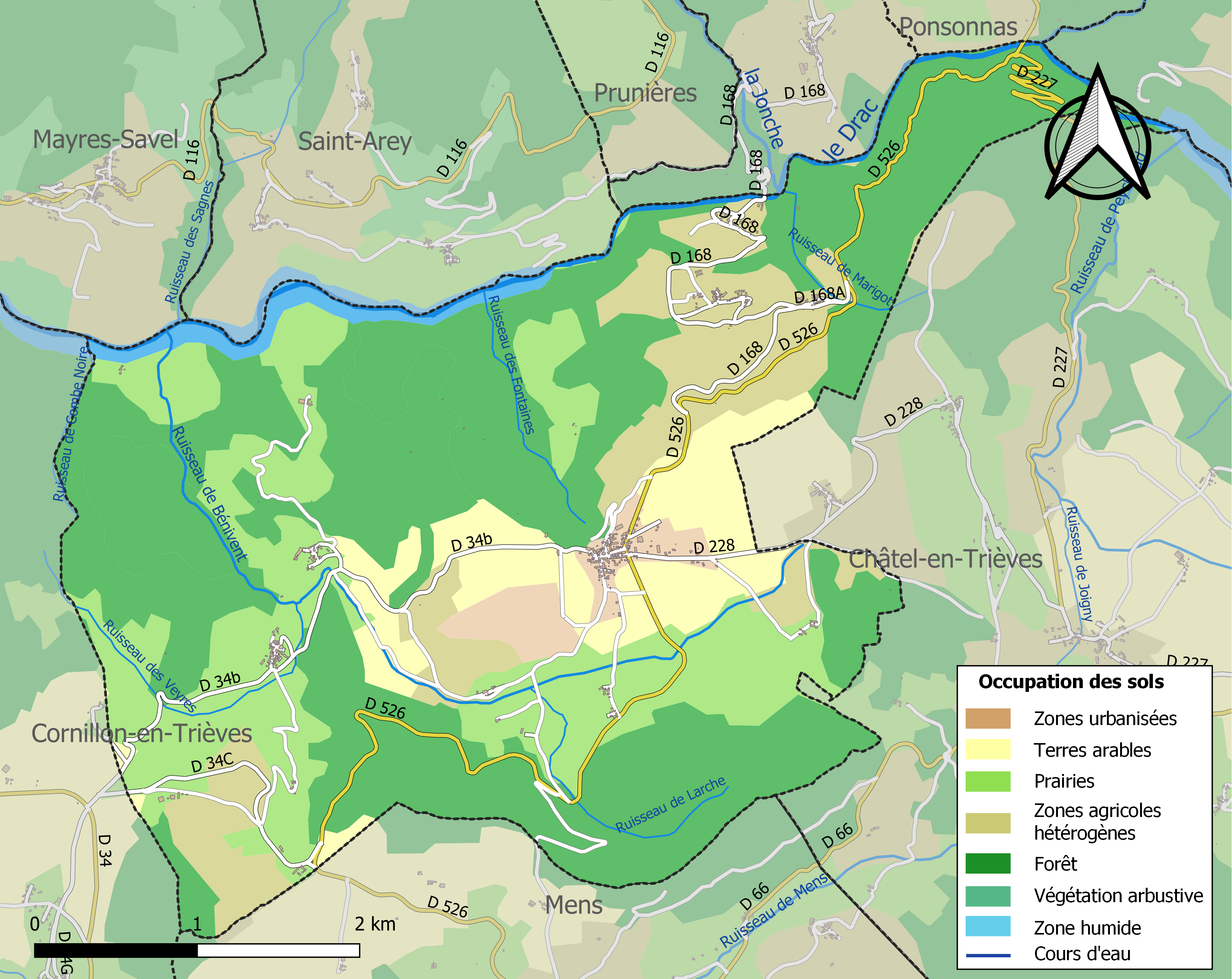
Carte des infrastructures et de l'occupation des sols de la commune en 2018 (CLC).

### Lieux-dits et écarts
- Les Rives
- La Jargne
- Hameau La Loubiére
- Touage
- Villard de Touage
- Les Jargnes
- Peysset
- Les Combes
- Bongarrat

### Risques naturels et technologiques

#### Risques sismiques
L'ensemble du territoire de la commune de Saint-Jean-d'Hérans est situé en zone de sismicité no 3 dite « modérée » (sur une échelle de 1 à 5), comme la plupart des communes de son secteur géographique. Elle se situe cependant non loin  de la limite d'une zone sismique classifiée de « moyenne », située plus au nord.
| Type de zone | Niveau            | Définitions (bâtiment à risque normal) |
| ------------ | ----------------- | -------------------------------------- |
| Zone 3       | Sismicité modérée | accélération = 1,1 m/s2                |

## Politique et administration

### Liste des maires
| Période                                  | Période  | Identité            | Étiquette | Qualité  |
| ---------------------------------------- | -------- | ------------------- | --------- | -------- |
| 2001                                     | 2020     | Jean-Pierre Viallat | DVG       | Retraité |
| 2020                                     | En cours | Jean-Marie Garat    |           |          |
| Les données manquantes sont à compléter. |          |                     |           |          |

## Population et société

### Démographie
L'évolution du nombre d'habitants est connue à travers les recensements de la population effectués dans la commune depuis 1793. Pour les communes de moins de 10 000 habitants, une enquête de recensement portant sur toute la population est réalisée tous les cinq ans, les populations de référence des années intermédiaires étant quant à elles estimées par interpolation ou extrapolation. Pour la commune, le premier recensement exhaustif entrant dans le cadre du nouveau dispositif a été réalisé en 2007.

En 2022, la commune comptait 308 habitants, en évolution de +5,48 % par rapport à 2016 (Isère : +3,07 %, France hors Mayotte : +2,11 %).
| 1793 | 1800 | 1806 | 1821 | 1831 | 1836 | 1841 | 1846 | 1851 |
| ---- | ---- | ---- | ---- | ---- | ---- | ---- | ---- | ---- |
| 610  | 559  | 711  | 545  | 760  | 772  | 759  | 766  | 752  |

| 1856 | 1861 | 1866 | 1872 | 1876 | 1881 | 1886 | 1891 | 1896 |
| ---- | ---- | ---- | ---- | ---- | ---- | ---- | ---- | ---- |
| 723  | 756  | 710  | 691  | 682  | 656  | 615  | 555  | 530  |

| 1901 | 1906 | 1911 | 1921 | 1926 | 1931 | 1936 | 1946 | 1954 |
| ---- | ---- | ---- | ---- | ---- | ---- | ---- | ---- | ---- |
| 514  | 503  | 501  | 418  | 405  | 365  | 358  | 321  | 508  |

| 1962 | 1968 | 1975 | 1982 | 1990 | 1999 | 2006 | 2007 | 2012 |
| ---- | ---- | ---- | ---- | ---- | ---- | ---- | ---- | ---- |
| 314  | 227  | 210  | 218  | 233  | 242  | 295  | 302  | 301  |

| 2017 | 2022 | - | - | - | - | - | - | - |
| ---- | ---- | - | - | - | - | - | - | - |
| 288  | 308  | - | - | - | - | - | - | - |

### Enseignement
La commune est rattachée à l'académie de Grenoble.

### Médias
Historiquement, le quotidien régional Le Dauphiné libéré consacre, chaque jour, y compris le dimanche, dans son édition de Romanche et Oisans, un ou plusieurs articles à l'actualité de la communauté de communes, du canton, ainsi que des informations sur les éventuelles manifestations locales.
La commune est située sur l'aire de diffusion de radio Ici Isère, une radio publique qui émet sur tout le territoire du département de l'Isère.

## Culture et patrimoine

### Patrimoine religieux
- Église Saint-Jean-Baptiste de Saint-Jean-d'Hérans

### Patrimoine civil
- Le château de Collet-de-Vulson, bâti en 1616 par le lieutenant du connétable de Lesdiguières[19].
- Le pont de Ponsonnas, franchissant le Drac qui sépare la commune avec celle de Ponsonnas, site reconnu pour la pratique du saut à l'élastique.

### Héraldique
|  | Saint-Jean-d'Hérans possède des armoiries dont l'origine et le blasonnement exact ne sont pas disponibles. |